# Rue des Sept-Arpents
La rue des Sept-Arpents est une voie de Pantin, du Pré-Saint-Gervais et du 19e arrondissement de Paris, en France.

## Situation et accès
La rue des Sept-Arpents débute côté parisien au 8, avenue de la Porte-de-Pantin et se termine rue du Pré-Saint-Gervais à Pantin. Elle croise la rue de la Grenade qui marque la limite communale de Paris. Le tronçon entre la rue de la Grenade et la rue Charles-Nodier sert brièvement de limite communale entre Pantin (numéros impairs) et le Pré-Saint-Gervais (numéros pairs).

## Origine du nom

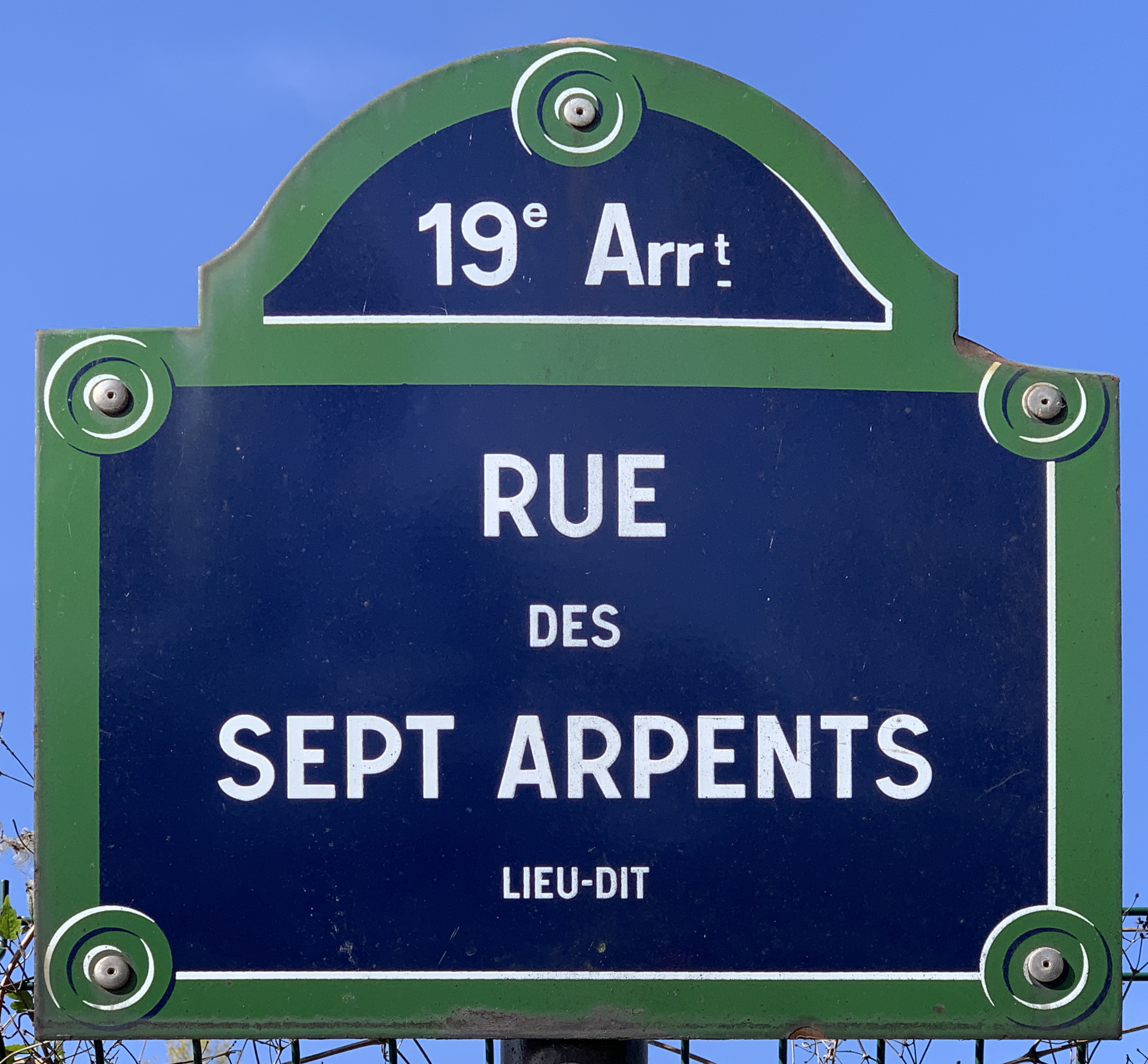
Plaque de la rue.

Elle porte le nom d'un ancien lieu-dit, peut-être d'une probable superficie de sept arpents.

## Historique
Visible sur le plan de Roussel, cette voie existe depuis le XVIIIe siècle au moins.
En 1861, des riverains exprime la demande qu'elle soit renommée en l'honneur de l'empereur Napoléon III. Le conseil municipal objecte toutefois que son niveau d'urbanisation ne la met pas à la hauteur d'un hommage digne du souverain, et repousse cette proposition.
La totalité de cette rue était située autrefois sur les territoires de Pantin et du Pré-Saint-Gervais annexés à Paris par décret du 27 juillet 1930.
À la suite de la construction du boulevard périphérique en 1966, une partie de la rue des Sept-Arpents a été absorbée par l'avenue de la Porte-de-Pantin.